# Jardin des modes
Le Jardin des modes, puis Jardin des modes est un magazine mensuel féminin créé en 1922 par Lucien Vogel avec le soutien de la famille Baschet, propriétaire de L'Illustration.
Jardin des Modes succède à L’Illustration des modes créé par René Baschet et Lucien Vogel en 1920.

## Historique
Le premier numéro, sous l'intitulé L'Illustration des modes est publié en avril 1922. Ce n'est qu'un an après qu'il prendra sa dénomination définitive. Tourné vers les avant-gardes de l’époque, le magazine présente à ses lecteurs un mélange de modèles dessinés par de grands illustrateurs, des patrons, des recettes de cuisine... Le titre est vendu par la famille Baschet aux éditions Condé Nast. Michel de Brunhoff, beau frère de Lucien Vogel, devient rédacteur en chef jusqu'en 1933, date à laquelle il quitte le magazine pour devenir rédacteur en chef de Vogue France.
En 1931, les éditions Jardin des Modes éditent le premier album de Babar, L'Histoire de Babar, le petit éléphant.
La publication est interrompue de juin 1940 à septembre 1944 pendant l'occupation allemande. Dans les années 1950, il se fait le porte-parole du prêt-à-porter et son titre change : perdant l'article « Le », il devient Jardin des modes. En 1954, à la mort de Lucien Vogel qui est en resté le directeur jusqu'à la fin, il est racheté par Hachette. Sous la direction artistique de Jacques Moutin (de 1948 à 1961), le magazine ne cesse jamais d'attirer de prestigieuses signatures, accueillant notamment les travaux de photographes de renommée internationale tels Franck Horvat (à partir de 1957), Jeanloup Sieff (à partir de 1959), ou encore Helmut Newton (à partir de 1961), jusqu'à être nommé par Karl Lagerfeld « le meilleur journal de mode de Paris » de l'époque. 
C'est au tour du graphiste Jean Widmer de devenir directeur artistique du magazine de 1961 à 1969. Il y apportera un nouveau logotype et retravaillera la couverture du magazine au point qu’elle devienne une véritable affiche.
À la fin des années 1960, il traverse une grave crise financière et cesse à nouveau de paraître en 1971. Jardin des modes est relancé en 1977 avec pour rédactrice en chef Martine Fell. En 1979, sous la direction artistique de Milton Glaser et la rédaction en chef d'Alice Morgaine, il adopte le grand format qui l'a caractérisé. Ginette Sainderichin, d'abord éditorialiste, en est la rédactrice en chef de 1981 à 1983.
Jusqu’à la parution du dernier numéro, en 1997, le mensuel mêle les tendances de la couture et du prêt-à-porter aux arts, au design, et à l’architecture.  
Il renaît en 2018 en format web, sous la houlette de la journaliste Judith Girard-Marczak.